# Eye of the Tiger (Lied)
Eye of the Tiger ist ein Lied der Band Survivor, das von Frankie Sullivan und Jim Peterik für den Film Rocky III – Das Auge des Tigers (1982) geschrieben wurde. Es erschien im Mai 1982 als Single.

## Hintergrund
Ursprünglich war geplant, im Film den Queen-Titel Another One Bites the Dust zu verwenden, Queen verweigerte Sylvester Stallone allerdings die Rechte. Stallone kannte den Titel Poor Man’s Son und das Album Premonition von Survivor und beauftragte sie, einen adäquaten Titel für den Filmanfang zu schreiben. Dazu übermittelte er die ersten drei Minuten des Films an die Band, auf denen noch der Queen-Hit zu hören war. Er machte der Band nur die Vorgabe, dass der Song einen „starken Beat“ haben sollte. Der Songtitel stammt von einem Ausspruch von Rockys Trainer Mickey, der im Film sagte: „Stay focused and keep the eye of the tiger.“ Der Drumbeat des Songs soll die Schläge des Boxers wiedergeben (links - links, rechts, links). Zwar ließ Stallone die Band – neben einigen anderen Verbesserungswünschen – noch eine dritte Strophe schreiben, doch aufgrund der Enge des Zeitplans wurde laut Jim Peterik die Demoversion für das Intro des Films verwendet.
Auf dem Debütalbum von Survivor gibt es zudem ein Stück mit dem Titel Youngblood, das ein ähnliches Intro hat.

## Auszeichnungen
Survivor gewannen mit dem Lied 1983 bei den Grammy Awards in der Kategorie Beste Darbietung eines Duos oder einer Gruppe mit Gesang - Rock, des Weiteren wurde das Lied 1983 für den Oscar in der Kategorie Bester Song nominiert.

## Kommerzieller Erfolg

### Chartplatzierungen
Das Lied stand im Sommer 1982 sechs Wochen lang auf Platz eins der Billboard Hot 100 und erreichte auch in Australien, Irland und dem Vereinigten Königreich die Spitzenposition. 
| ChartsChartplatzierungen       | Höchstplatzierung | Wochen |
| ------------------------------ | ----------------- | ------ |
| Deutschland (GfK)              | 13 (30 Wo.)       | 30     |
| Österreich (Ö3)                | 2 (15 Wo.)        | 15     |
| Schweiz (IFPI)                 | 6 (33 Wo.)        | 33     |
| Vereinigte Staaten (Billboard) | 1 (25 Wo.)        | 25     |
| Vereinigtes Königreich (OCC)   | 1 (33 Wo.)        | 33     |

| ChartsJahrescharts (1982)      | Platzierung |
| ------------------------------ | ----------- |
| Österreich (Ö3)                | 18          |
| Vereinigte Staaten (Billboard) | 2           |

### Auszeichnungen für Musikverkäufe
| Land/Region                  | Auszeichnungen für Musikverkäufe (Land/Region, Auszeichnung, Verkäufe) | Verkäufe   |
| ---------------------------- | ---------------------------------------------------------------------- | ---------- |
| Australien (ARIA)            | Platin                                                                 | 50.000     |
| Dänemark (IFPI)              | 2× Platin                                                              | 180.000    |
| Deutschland (BVMI)           | 3× Gold                                                                | 900.000    |
| Frankreich (SNEP)            | Gold                                                                   | 500.000    |
| Italien (FIMI)               | 2× Platin                                                              | 60.000     |
| Japan (RIAJ)                 | Gold                                                                   | 100.000    |
| Kanada (MC)                  | 2× Platin                                                              | 200.000    |
| Mexiko (AMPROFON)            | Gold                                                                   | 30.000     |
| Neuseeland (RMNZ)            | 4× Platin                                                              | 120.000    |
| Spanien (Promusicae)         | 2× Platin                                                              | 120.000    |
| Vereinigte Staaten (RIAA)    | 2× Platin (Physisch) · + 8× Platin (Digital) · + Gold (Instrumental)   | 10.500.000 |
| Vereinigtes Königreich (BPI) | 4× Platin                                                              | 2.400.000  |
| Insgesamt                    | 5× Gold · 28× Platin ·                                                 | 15.160.000 |

## Coverversionen
- 1982: Nighthawk
- 1984: Weird Al Yankovic (Rye Or The Kaiser)
- 1985: Round One (Theme from Rocky)
- 1990: The Shadows
- 1993: Koto
- 1996: Frank Bruno
- 1997: Gloria Gaynor
- 1997: Shaggy (Sexy Body Girl)
- 1998: Jive Bunny & the Mastermixers (Rock the Party)
- 1999: At Vance
- 2001: CKY
- 2003: DMX feat. Ice Cube
- 2003: DJ Quicksilver Remix
- 2005: Paul Anka
- 2006: Gleiszwei (Chömed use go spille)
- 2006: Amel Bent
- 2008: Ten Masked Men
- 2010: Great White
- 2015: Weena Morloch
- 2018: Tom Gaebel
- 2018: Bonfire
- 2018: Browser Ballett (Backup-Reminder)[23]
- 2020: Gotthard